# Septembrie 1984
Acest articol este generat integral pe baza informațiilor din articolul 1984 și este actualizat periodic de un robot.
 Editările făcute în articol vor fi șterse la următoarea actualizare! Dacă doriți să faceți modificări, editați articolul-sursă.

ianuarie -
februarie -
martie -
aprilie -
mai -
iunie -
iulie -
august -
septembrie -
octombrie -
noiembrie -
decembrie
Septembrie 1984 a fost a noua lună a anului și a început într-o zi de sâmbătă.

## Nașteri
- 1 septembrie: Federico Piovaccari, fotbalist italian (atacant)
- 2 septembrie: Donatan (Witold Marek Czamara), cântăreț polonez
- 4 septembrie: Thomas Villadsen, fotbalist danez (portar)
- 5 septembrie: Paul Negoescu, regizor și scenarist de film, român
- 5 septembrie: Marina Radu, jucătoare canadiană de polo pe apă
- 7 septembrie: Miranda (João Miranda de Souza Filho), fotbalist brazilian
- 7 septembrie: Mariko Okubo, actriță japoneză
- 7 septembrie: Vera Zvonareva, jucătoare rusă de tenis
- 8 septembrie: Vitaly Petrov, pilot rus de Formula 1
- 8 septembrie: Vitaly Petrov, pilot de curse auto rus
- 9 septembrie: Michalis Sifakis, fotbalist grec (portar)
- 10 septembrie: Lucian-Daniel Stanciu-Viziteu, statistician și politician român
- 11 septembrie: Carlos Cardoso (Carlos Alexandre Cardoso), fotbalist brazilian
- 11 septembrie: Mayssa Pessoa, handbalistă braziliană
- 13 septembrie: Baron Corbin, wrestler american
- 15 septembrie: Prințul Harry, Duce de Sussex (n. Henry Charles Albert David), al doilea fiu al Prințului Charles de Wales și al Prințesei Diana
- 16 septembrie: István Kovács, arbitru român de fotbal
- 16 septembrie: Alexandra Presură, politiciană română
- 18 septembrie: Eliza-Mădălina Peța, politiciană română
- 18 septembrie: Eliza-Mădălina Peța-Ștefănescu, politiciană română
- 19 septembrie: Renee Young, actriță canadiană
- 19 septembrie: Natalie "Eva" Marie Nelson, actriță, model și luptătoare americană
- 21 septembrie: Fabien Farnolle (Fabien Ceddy Farnolle), fotbalist beninez (portar)
- 22 septembrie: Thiago Silva (Thiago Emiliano da Silva), fotbalist brazilian
- 22 septembrie: Laura Vandervoort, actriță canadiană
- 23 septembrie: Ionuț Ciobanu, handbalist român
- 23 septembrie: Diogo Valente (Diogo Jorge Moreno Valente), fotbalist portughez
- 24 septembrie: Mickaël Poté, fotbalist beninez (atacant)
- 25 septembrie: Siphiwe Tshabalala (Lawrence Siphiwe Tshabalala), fotbalist sud-african
- 26 septembrie: Dare Vršič, fotbalist sloven
- 27 septembrie: Avril Lavigne (Avril Ramona Lavigne), cântăreață, textieră și actriță canadiană
- 28 septembrie: Mathieu Valbuena, fotbalist francez
- 29 septembrie: Per Mertesacker, fotbalist german
- 29 septembrie: Tayanna, cântăreață ucraineană

## Decese
Amir Gilboa (n. Berl Feldmann), 66 ani, poet israelian (n. 1917)
Iosif Slipyj, 92 ani, mitropolit ucrainean, deținut politic, cardinal (n. 1892)
Janet Gaynor, 77 ani, actriță americană (n. 1906)
Frank Tomney, 76 ani, politician britanic (n. 1908)
Pierre Emmanuel (n. Jean-Noël Mathieu), 72 ani, poet francez (n. 1916)
Harald Meschendörfer, 75 ani, pictor român (n. 1909)
Walter Pidgeon (Walter Davis Pidgeon), 87 ani, actor canadian (n. 1897)
Marnix Gijsen (n. Joannes Alphonsius Albertus Goris), 84 ani, scriitor belgian (n. 1899)